# Zoomarine Roma
Zoomarine est un parc zoologique, oceanarium, parc d'attractions et parc aquatique italien, situé dans le Latium, au sud-ouest de la capitale, à Pomezia. Il est, depuis 2015, la propriété de la société mexicaine Dolphin Discovery.
Il comprend l'un des trois delphinariums italiens, et y présente huit grands dauphins.

## Présentation
Né avec un concept de parc de loisirs marins, le zoo marin est également devenu un parc d'attractions et un parc aquatique. Zoomarine reprend le concept des parcs du groupe américain SeaWorld, tout comme le Zoomarine Algarve précédemment ouvert au Portugal, déjà propriété de Mundo Aquatico SA. Il accorde une importance toute particulière à la protection de la nature et aux messages à faire passer au public. Il possède une clinique vétérinaire et centre de réhabilitation pour animaux échoués. Zoomarine est membre de EAAM (European Association Aquatic Mammals), de AMMPA (Alliance Marine Mammals Parks and Aquarium) et membre temporaire de l'Association européenne des zoos et des aquariums.
En plus de son parking de 5 000 voitures, il existe un service de navettes gratuites au départ de Rome. Cinq cents mètres séparent le parc de la Mer Tyrrhénienne. La construction du parc a nécessité 20 000 000 d'euros qui proviennent de ressources privées avec le soutien de grandes banques nationales.
En 2011, le parc annonce que sa fréquentation a triplé en moins de trois ans. Elle est passée de 220 000 à plus de 700 000 visiteurs par an, devenant ainsi le troisième parc d'attractions italien, soit une augmentation de 320 %. Les recettes d'exploitation sont passées de 5 à 20 millions d'euros. Cette même année, le directeur Stephen Cigarini est nommé directeur à Rainbow Magicland. Latella Aurelio reprend son poste.
La société longtemps propriétaire du Zoomarine Roma, Mundo Aquático, SA., a été fondée par l'argentin Pedro Lavia. Cette société est à l'origine de nombreux autres projets dont le Mediterraneo Marine Park (Malte) et le Zoomarine (Portugal),.
En 2015, le parc est acheté pour 25 millions d'euros par la société mexicaine Dolphin Discovery.

## Parc marin
Lors de l'ouverture, le site est principalement un parc marin avec cent exemplaires de vingt espèces aquatiques différentes.
Le visiteur y observe deux grands spectacles : le delphinarium et le show des pinnipèdes. De plus, le spectacle des oiseaux tropicaux et celui des rapaces ont également lieu dans l'enceinte du parc.
En 2016, le parc accueille 16 tortues géantes originaires d'Afrique, la première espèce de reptiles à trouver refuge dans le parc.

## Parc aquatique
Ouvert en 2010, le parc aquatique s'étend sur 12 000 m2. Il propose deux piscines, une aire de jeux aquatique, cinq toboggans aquatiques, une plage de sable avec parasols gratuits, des hydro massages et douches thérapeutiques.

## Parc d'attractions
Celui-ci est composé d'une pieuvre, deux montagnes russes, un carrousel à double étage, d'un parcours de bûches, un cinéma 4-D, un walkthrough parmi les dinosaures, un toboggan aquatique, une petite tour de chute, une aire de jeux et un grand spectacle de plongeurs.
En juin 2021, un musée du selfie ouvre ses portes dans le parc. En 2024, un zone disposant de 25 Nintendo Switch, la Nintendo Game Experience, est inaugurée.

### Attractions
| Nom de l'attraction | Type                     | Constructeur      | Année |
| ------------------- | ------------------------ | ----------------- | ----- |
| Blue River          | Parcours de bûches       | L&T Systems       | 2005  |
| Carrousel           | Carrousel                | SBF Visa Group    | 2005  |
| Drop Zone           | Tour de chute            | SBF Visa Group    | 2009  |
| Polipo              | Manège d'avions          | SBF Visa Group    | 2005  |
| Squalotto           | Montagnes russes junior  |                   | 2011  |
| Vertigo             | Montagnes russes assises | Anton Schwarzkopf | 2010  |